# تفلق أزتكي
مرعة مكسيكية أو مرعة أزتيكية أو مرعة رقيقة المنقار (الاسم العلمي: Rallus tenuirostris) (بالإنجليزية: Mexican Rail)‏ هي نوع من الطيور تتبع جنس المرعة من فصيلة المرعات.